# Завод № 8

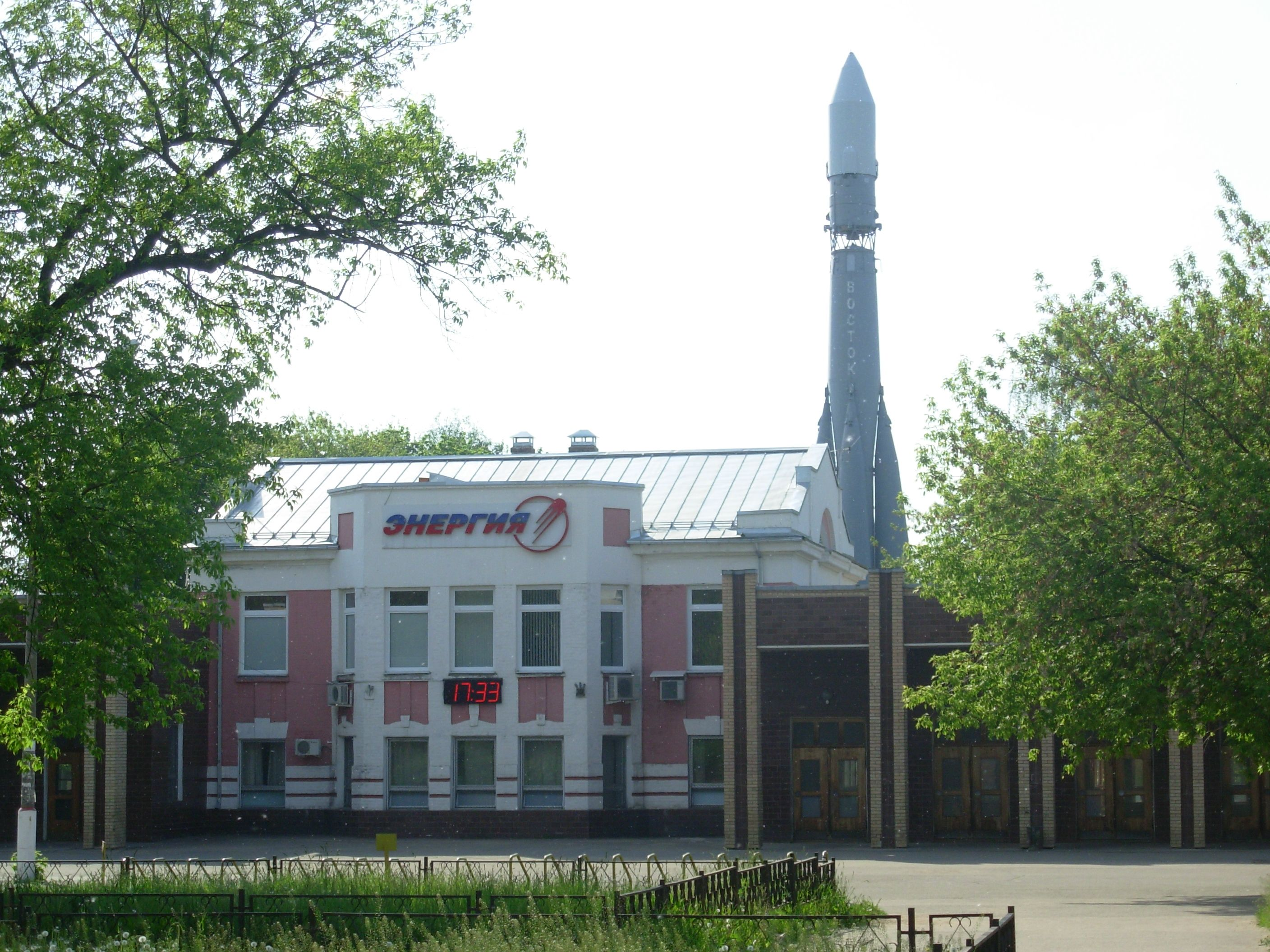
Проходная Завода № 8, № 88, РКК «Энергия».

Завод № 8 им. М.И. Калинина — предприятие по производству военной техники. В 1918 году Петроградский орудийный завод был эвакуирован на территорию Казенного завода военных самоходов, расположенного в поселке Ново-Перловка недалеко от железнодорожной станции Мытищи Московско-Ярославской железной дороги, в настоящий момент территория завода входит в черту города Королев. Просуществовал с 1918 по 1942 годы.

## История
- 1918 год — Приёмка Завода военных самоходов в подмосковных Подлипках.
- 1919 год — Эвакуация на его территорию Петроградского Орудийного завода, преобразование в Московский орудийный завод.
- 1922 год — Завод имени М. И. Калинина (ЗИК).
- 1927 год — Завод № 8 имени М. И. Калинина.
- 1942 год — Завод № 8 эвакуирован вместе с рабочими на Урал в город Свердловск, и вошел в состав Мотовилихинских оружейных заводов. Ныне свердловская площадка называется Машиностроительный завод имени М. И. Калинина.
- 1942 год — В город Калининград Московской области, на часть площадей Завода № 8 с подачи Д. Ф. Устинова был эвакуирован ленинградский завод «Арсенал». Приехали триста рабочих, мастера и конструкторы завода «Арсенал». Переехал, развернул и возглавил производство артиллерийских систем на вновь созданном Заводе № 88 Каллистратов А. Д.. Часть металлорежущих станков была получена из США по ленд-лизу. Нехватка рабочих рук пополнялась за счёт 12—13-летних учеников Мытищинского ремесленного училища. В 1944 году завод заработал на полную мощность.

## Продукция
- 1920 — 1929 год — серийный выпуск артиллерийской продукции, разработанной до 1917 года.
- 1930 — 1941 год — разработка и серийный выпуск новых видов артиллерийских систем (более 56 000 орудий и установок).
- 1942 — 1945 год — ремонт поступающего с фронта оружия, серийный выпуск 25-мм автоматической зенитной пушки (свыше 5 400 орудий).

## Директора завода
- 1918 — 1919 год — Нарушевич С. Я.
- 1919 — 1920 год — Вардроппер И. В.
- 1921 — 1927 год — Зотов Г. Т.
- 1927 — 1928 год — Григорьев Н. С.
- 1928 — 1931 год — Гузаков П. В.
- 1931 — 1938 год — Мирзаханов И. А.
- 1938 — 1940 год — Носовский Н. З.
- 1940 — 1942 год — Фраткин Б. А.
- 1942 — 1946 год — Каллистратов А. Д.

## Главные конструкторы
- 1928—1933 — В.М. Беринг[2]
- 1937—1940 — М.Н. Логинов
- 1940—1942 год — Л.А. Локтев